# Otto Oppermann

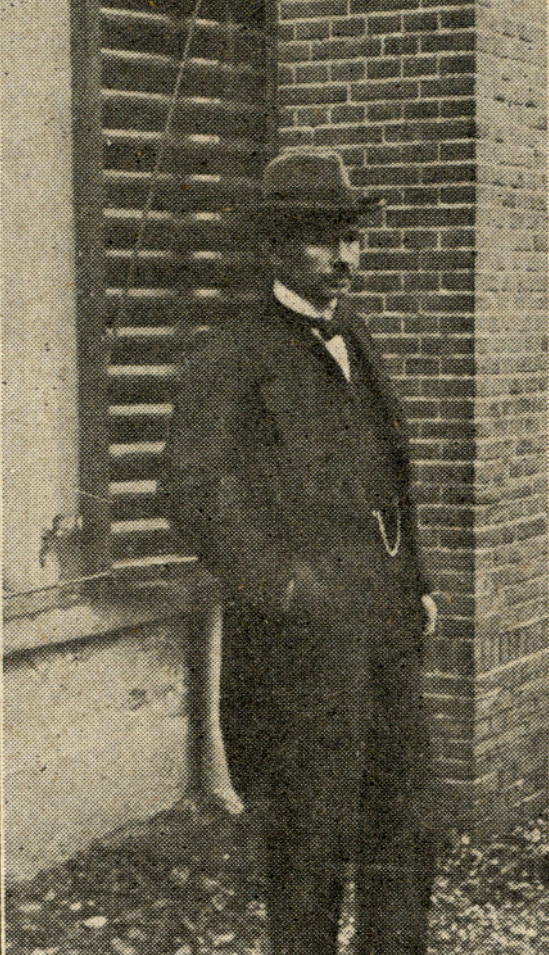
Otto Oppermann (1918)

Otto Alexander Oppermann (* 10. Juni 1873 in Blasewitz; † 28. Dezember 1946 in Wiesbaden) war ein deutsch-niederländischer Mediävist.

## Leben
Ab 1892 studierte Oppermann in Bonn zunächst Jura und später Geschichte. Während seines Studiums wurde er 1892 Mitglied der Burschenschaft Alemannia Bonn, später 1909 deren Ehrenmitglied. Er wurde 1897 in Leipzig promoviert.
Er arbeitete beim Archivdienst in Köln und wurde 1900 Mitarbeiter der Gesellschaft für rheinische Geschichtskunde. 1904 ging er nach Utrecht, wo er als Lektor für mittelalterliche Geschichte und Historische Hilfswissenschaften arbeitete. Ab 1909 war er außerordentlicher und ab 1918 ordentlicher Professor für mittelalterliche Geschichte an der Universität Utrecht. Zu seinen Schwerpunkten zählten Urkundenkritik und die Geschichte des niederländischen Raums im Mittelalter sowie burschenschaftliche Geschichte. Er war Mitgründer der Gesellschaft für burschenschaftliche Geschichtsforschung. 1944 wurde er emeritiert.

## Schriften
- Das sächsische Amt Wittenberg im Anfang des 16. Jahrhunderts. Dargestellt auf Grund eines Erbbuches vom Jahre 1513. Duncker & Humblot, Leipzig 1897 (zugleich Dissertation Leipzig 1897).
- Noord-Nederland in de geestelĳke geschiedenis der middeleeuwen. Rede bĳ de aanvaarding van het ambt van buitengewoon hoogleeraar aan de Rĳks-Universiteit te Utrecht, den 15 november 1909. Oosthoek, Utrecht 1909.
- Untersuchungen zur nordniederländischen Geschichte des 10. bis 13. Jahrhunderts. Band 1. Die Egmonder Fälschungen. Oosthoek, Utrecht 1920. Band 2. 2. Die Grafschaft Holland und das Reich bis 1256. Oosthoek, Utrecht 1921.
- Rheinische Urkundenstudien. Band 1. Die kölnisch-niederrheinischen Urkunden. Hanstein, Bonn 1922. Band 2. Die trierisch-moselländischen Urkunden. Wolters, Groningen 1951.
- Die Burschenschaft Alemannia zu Bonn und ihre Vorläufer. Geschichte einer deutschen Burschenschaft am Rhein. 2 Bände. Bonn 1925.
- Die älteren Urkunden des Klosters Blandinium und die Anfänge der Stadt Gent. 2 Bände. Utrecht 1928.
- Der fränkische Staatsgedanke und die Aachener Königskrönungen des Mittelalter. Utrecht 1929.
- Kölnisch-geldrische Urkunden-Studien zur Geschichte des 13. Jahrhunderts. Wolters, Groningen 1952.